# 赫氏旗鱂
赫氏旗鱂，為輻鰭魚綱鯉齒目鰕鱂亞目鰕鱂科的其中一種，為熱帶淡水魚，分布於非洲加彭北部、赤道幾內亞、喀麥隆淡水流域，體長可達5公分，棲息在內陸雨林覆蓋、水質清澈且流動的溪流底中層水域，生活習性不明，可作為觀賞魚。

## 擴展閱讀
維基物種上的相關：赫氏旗鱂